# Meng Haoran
Pour les articles homonymes, voir Meng.
 (février 2023).
Si vous disposez d'ouvrages ou d'articles de référence ou si vous connaissez des sites web de qualité traitant du thème abordé ici, merci de compléter l'article en donnant les références utiles à sa vérifiabilité et en les liant à la section « Notes et références ».
Meng Haoran (chinois : 孟浩然 ; pinyin : mèng hàorán, parfois transcrit Mong-Kao-Jen ou Mong-Kao-ren) (689 ou 691 – 740) est un écrivain chinois de la Dynastie Tang. À l'inverse de la plupart des poètes Tang, il ne fit pas de carrière officielle ; le principal sujet de sa poésie est la nature.

## Poème
Un de ses poèmes est particulièrement connu sous le nom d'Aube de Printemps :
Au printemps le sommeil ne cesse dès l'aurore

Partout se font ouïr les gazouillis d'oiseaux.

La nuit s'achève enfin dans le souffle des eaux,

Qui sait combien de fleurs seront tombées encore ?
Cette version du poème « Aube de Printemps » est récitée par Arthur dans l'épisode de Kaamelott, « Le poème » (Saison 2, épisode 75).

### Note sur les traductions
Sans se contredire les traductions diffèrent selon les époques. Le texte initial s'écrit (de droite à gauche) ainsi :
春曉

春眠不覺曉

處處聞啼鳥

夜來風雨聲

花落知多少
— 孟浩然
En synthèse, la signification peut se résumer ainsi :  

Au printemps le sommeil ne ressent pas les premières lueurs de l’aube, au réveil les oiseaux chantent déjà. 

Sous la pluie et le vent cette nuit, sait-on combien de pétales sont tombés ?